# George Jackson (Radsportler)
George Jackson (* 20. Februar 2000 in Wellington) ist ein neuseeländischer Radrennfahrer, der auf Straße und Bahn aktiv ist.

## Sportlicher Werdegang
Jackson begann seine Karriere im Bahnradsport. Als Junior gewann er mehrere Titel bei Landesmeisterschaften und Ozeanien-Meisterschaften. Mit dem neuseeländischen Team wurde er Junioren-Weltmeister 2018 in der Mannschaftsverfolgung bei den Wettkämpfen im schweizerischen Aigle.
In der Elite setzte er die Erfolge bei neuseeländischen und ozeanischen Meisterschaften fort, wobei er Titel und Medaillen in fast allen Ausdauer-Wettbewerben gewann (Mannschaftsverfolgung, Madison, Omnium, Scratch, Ausscheidungsfahren, Punktefahren). Außerhalb Ozeaniens stand er im Nations Cup 2023 und 2024 mehrfach auf dem Podium als Teil des Mannschaftsverfolgung- oder Madison-Teams. Bei Weltmeisterschaften war bis 2023 der fünfte Platz im Ausscheidungsfahren von Glasgow 2023 sein bestes Ergebnis.
Im Straßenradsport nahm Jackson bis 2021 nur gelegentlich an Rennen teil, hauptsächlich im eigenen Land. 2022 fuhr er mit MitoQ-NZ Cycling Project, einem neuseeländischen Kontinentalteam, einige nordamerikanische Rennen. Neben der Bergwertung im Joe Martin Stage Race gelang ihm der Sieg in der Tour of Somerville, dem ältesten noch existierenden Radrennen der USA, das allerdings nur zum nationalen Kalender gehört. 2023 machte er mit der Verpflichtung bei Bolton Equities Black Spoke Pro Cycling den Sprung in ein UCI ProTeam. Mit diesem Team fuhr er etliche Rennen in Europa und Asien und landete bei asiatischen ProSeries-Rennen mehrere Siege, insbesondere den Gesamtsieg bei der Tour of Taihu Lake. Für 2024 wechselte er zum spanischen ProTeam Burgos-BH.

## Erfolge

### Bahn
2016
 Ozeanien-Meisterschaften 2017 – Mannschaftsverfolgung (Junioren; mit Corbin Strong, Matthew Trenchard und Aaron Wyllie)
2017
 Ozeanien-Meister 2018 – Punktefahren, Madison (Junioren; mit Corbin Strong)
 Ozeanien-Meisterschaften 2018 – Omnium, Scratch (Junioren)
2018
 Weltmeister – Mannschaftsverfolgung (Junioren; mit Corbin Strong, Bailey O’Donnell und Finn Fisher-Black)
 Neuseeländischer Meister – Omnium, Punktefahren (Junioren)
2019
 Ozeanien-Meisterschaften 2020 – Mannschaftsverfolgung (mit Bailey O’Donnell, Conor Shearing und Harry Waine)
2021
 Neuseeländischer Meister – Scratch
2022
 Neuseeländischer Meister – Ausscheidungsfahren, Punktefahren
 Ozeanien-Meisterschaften – Omnium, Ausscheidungsfahren, Mannschaftsverfolgung (mit Nick Kergozou, Daniel Bridgwater, Thomas Sexton und Keegan Hornblow)
 Ozeanien-Meisterschaften – Punktefahren
2023
 Ozeanien-Meister – Punktefahren, Madison (mit Thomas Sexton)
 Ozeanien-Meisterschaften – Scratch, Mannschaftsverfolgung (mit Nick Kergozou, Daniel Bridgwater, Keegan Hornblow und Kyle Aitken)
2024
 Ozeanien-Meister – Mannschaftsverfolgung (mit Daniel Bridgwater, Keegan Hornblow und Thomas Sexton)
 Neuseeländischer Meister – Mannschaftsverfolgung (mit Aaron Gate, Thomas Sexton und Keegan Hornblow)
 Ozeanien-Meisterschaften – Punktefahren, Scratch, Madison (mit Bailey O’Donnell)

### Straße
2022
Bergwertung Joe Martin Stage Race
2023
Gesamtwertung, zwei Etappen, Punkte- und Nachwuchswertung Tour of Taihu Lake
eine Etappe Tour de Langkawi
eine Etappe Tour of Hainan